# Repeater (komplikation)

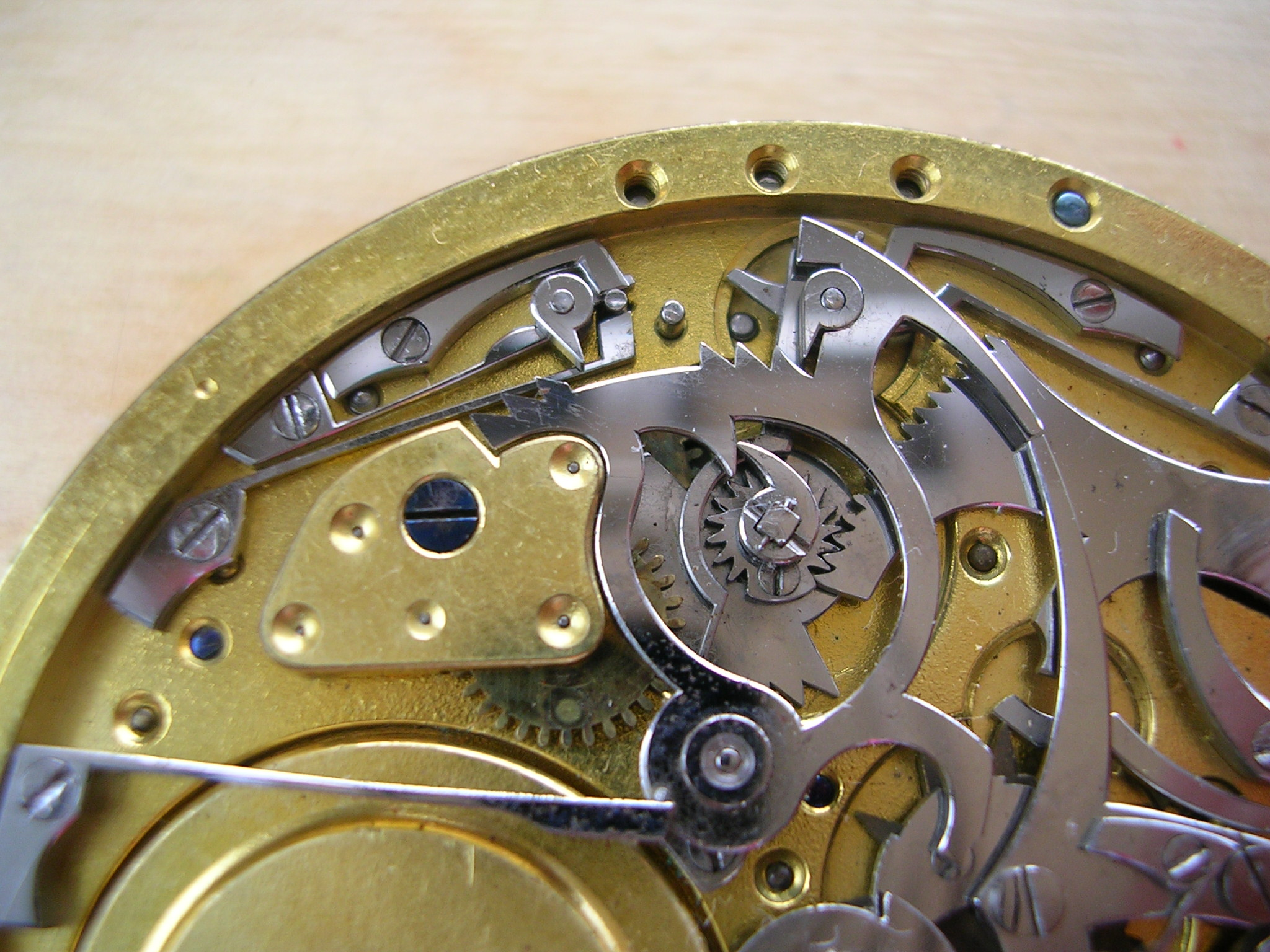
Närbild av en kvartsrepeter

Ett repeterur är en klocka med en komplikation (tilläggsfunktion), repeater, som genom ljud repeterar senast slagna klockslag. Repeteruret uppfanns 1676 av den engelska munken Edward Barlow, född 1639 och död 1719, i Lancashire England. För att höra ljudet, kunde man dra i en lina, eller trycka på en knapp. Fördelen är att man får veta vad klockan är slagen utan att behöva tända ljus, vilket var omständligt innan hemmen blev elektrifierade. Systemet var främst i bruk på 1700-talet till första hälften av 1900-talet.
En del klocktillverkare har än i dag repeterfunktion på en del av sina dyrare klockor.